# Conradino da Germânia
Conradino da Germânia (Burg Wolfstein, 25 de março de 1252 — Nápoles, 29 de outubro de 1268) foi filho de Conrado IV da Germânia com Isabel da Baviera e ostentou os títulos de Duque da Suábia(o Conrado IV de Suabia), Rei de Jerusalém e Rei da Sicília.
Invadiu a Itália em 1268 com o objectivo de recuperar o título de Rei dos Romanos, que tinha sido retirado a seu pai quando o papa Inocêncio IV o excomungou, dando-o a Carlos de Anjou. Derrotado na Batalha de Tagliacozzo, foi executado em público por decapitação quando tinha apenas 16 anos. Com a sua morte sem descendência, terminou a linhagem dos Hohenstaufen.